# 有若
有 若（ゆう じゃく）は、孔子の弟子の一人。
『論語』学而篇では有子（ゆうし）と呼ばれ、曾子・冉子・閔子とならんで「子」がつけられていることから、重視されていたことがわかる。

## 略歴
『孔子家語』七十二弟子解によれば有若は魯の人で、字は子有であったという。
有若の生年は文献によって諸説あり、『史記』仲尼弟子列伝は孔子より43歳若いとし、『史記索隠』に引く『孔子家語』では33歳若いとしていたという（現行の『孔子家語』では孔子より36歳若いとする）。没年については『礼記』檀弓の記事より、魯の悼公の時（在位前467年-前437年）に没したことがわかる。いずれにせよ紀元前6世紀後半の生まれ、紀元前5世紀中頃に没したことになる。
『孟子』滕文公上の伝えるところによると、有若は孔子に風貌が似ていたため、孔子の死後、子夏・子張・子游らが孔子のかわりに有若に仕えようとしたが、曾子がこれを批判したという。『史記』にも似た話があり、他の弟子がかつての孔子の言行について、有若に質問をしたが、有若が答えられなかったため、孔子のかわりにはできないと批判されたという。
また、王応麟は『困学紀聞』の中で曾子と有若を比較し、有若を低い評価としている。
『論語』学而篇に有若の言葉が3回引かれている。「和を以て貴しとなす」「孝弟なる者はそれ仁の本たるか」などは広く知られている。顔淵篇では哀公の問いに答えているが、有若と孔子との直接の対話は記録されていない。また、有若は政治学を学んでおり、政で活躍していた。
『春秋左氏伝』哀公8年の記事にも有若が登場する。

## 栄誉
清の乾隆3年（1738年）に、孔子の弟子の中で特にすぐれた12人（十二哲）のうちに加えられた。